# Mansfield.TYA
Pour les articles homonymes, voir Mansfield.
Mansfield.TYA est un groupe de musique français originaire de Nantes composé de Julia Lanoë et Carla Pallone.

## Histoire du groupe
Julia Lanoë et Carla Pallone se rencontrent en 2002 à Nantes.
Le nom « Mansfield » vient de June Mansfield, épouse de l'écrivain Henry Miller et amie d'Anaïs Nin : « C’était une ratée, mais un grand mystère régnait autour d’elle, elle fascinait son entourage. C’est en l’honneur de ce mystère que nous avons choisi ce nom », explique Julia Lanoë. Selon les chanteuses, « TYA » n'aurait pas de signification : « Comme ça, pour rien ». 
En octobre 2015 sort l'album Corpo Inferno. En mai 2016, le groupe sort le clip Dormi/Réveillé pour présenter son nouvel EP, La Main Gauche.
Coup de Cœur chanson francophone 2021 de l'Académie Charles Cros pour l'album Monument Ordinaire, remis dans le cadre des rencontres professionnelles du Printival Boby Lapointe le 23 avril 2021.
Vingt ans après leur formation, le groupe sort Twenty Years After, un album reprenant leurs morceaux favoris de leurs 4 premiers albums, utilisant les initiales TYA et leur donnant une justification a posteriori. La photo de la pochette de l'album June représentant la première sortie du Normandie est du grand-père de Julia Lanoë ouvrier aux chantiers de Saint Nazaire. Le titre Pour oublier je dors est en partie inspiré du poème Le vin de l'assassin de Charles Baudelaire.
Avec la tournée Monument Ordinaire et après 20 ans de carrière, le groupe décide de mettre un terme à son activité. Le duo célèbre ce retrait de la scène le 1er novembre 2022 à l'Olympia. Le concert de deux heures est retransmis en direct sur Radio Nova,.

## Profil
Ces deux Nantaises proposent un mélange aussi bien au niveau de leurs personnalités que des instruments choisis tout en harmonie. Les ballades de ce duo, souvent en français et parfois en anglais, portent sur un univers sombre et mélancolique au son de la guitare électrique de Julia Lanoë ou du violon de Carla Pallone. Ce qui ressort de ce duo est la complicité entre ces deux artistes différentes. Pour Didier Varrod « Il y avait le rock progressif. Avec les Mansfield.Tya il y a désormais la chanson progressive. [...] Minimalisme en surface, punk au centre, classique et même savant en profondeur ».

## Composition du groupe
- Julia Lanoë : chant, guitares, piano, batterie, violon, harmonium, thérémine. Elle est par ailleurs chanteuse du groupe Sexy Sushi et du groupe Kompromat.
- Carla Pallone : violon, piano, harmonium, chant, batterie, guitare électrique. Elle joue par ailleurs dans le groupe Vacarme et publie des enregistrements en solo.
- Manuella Lahaye et Marion Jdanoff ont occasionnellement participé à l'écriture des textes.

## Discographie

### Sur des compilations
- On a boat sur la compilation Manifeste Effervescence vol.2 du Label Collectif Effervescence, parue le 22 octobre 2003[11].
- Pourquoi mon cœur bat-il si vite ? (Paroles d'Alfred de Musset) est paru sur la compilation Sweets for the wild du label Another Record le 16 novembre 2005.
- Mon Amoureuse est paru sur la compilation Indétendance n°24 de la Fnac en novembre 2005.
- Sélection FAIR Fonds d'action et d'initiative rock, pour l'année 2006.
- Mon Amoureuse sur la compilation des Inrockuptibles, Une rentrée 2005 tome 1 (septembre 2005).
- Inrockuptibles, Les inaperçus (février 2006).
- Pour oublier je dors sur la compilation So Frenchy So Chic 2007, parue le 19 février 2007.
- Tomorrow est paru sur la compilation Ada (À Découvrir Absolument) vol 2, le 16 novembre 2007[12].
- Des Coups, Des Cœurs sur la compilation des Inrockuptibles, La Bande Son De L'Été parue en 2011.
- Logic coco est paru sur la compilation Folks Tunes 2 (Intersession/Sourdoreille) en 2014.